# Jim Andrew Brogan
James Andrew Brogan, detto Jim (Glasgow, 5 giugno 1944 – Glasgow, 24 settembre 2018), è stato un calciatore scozzese, di ruolo difensore.

## Palmarès

### Giocatore

#### Competizioni nazionali
- Campionato scozzese: 8

Celtic: 1965-1966, 1966-1967, 1967-1968, 1968-1969, 1969-1970, 1971-1972, 1972-1973, 1973-1974
- Coppa di Scozia: 7

Celtic: 1964-1965, 1966-1967, 1968-1969, 1970-1971, 1971-1972, 1973-1974, 1974-1975
- Coppa di Lega scozzese: 6

Celtic: 1965-1966, 1966-1967, 1967-1968, 1968-1969, 1969-1970, 1974-1975

#### Competizioni internazionali
- Coppa dei Campioni: 1

Celtic: 1966-1967